# Эрна, Андреа
Андреа Эрна (итал. Andrea Erna, чеш. Ondřej Erna; неизвестно или 1600, Ланцо-д’Интельви, Комо — 22 февраля 1652, Брно, Земли Чешской короны) — архитектор и строитель итальянского происхождения, работавший в Моравии, и, в частности, в Брно, где он создал большинство своих произведений. Отец другого архитектора, Яна Крестителя Эрны.

## Биография
Точная дата его рождения неизвестна. Он приехал из Милана в Брно около 1620 года. Работал по всей территории Моравии, но значительная часть его построек находится в Брно. Проживал в Брно до своей смерти в 1652 году. Его дело продолжил его сын, Ян Креститель Эрна.

## Некоторые работы
- Ремонт и отделочные работы в приходской церкви Вознесения Пресвятой Богородицы в Вальтице (взялся в 1641 году после отъезда автора проекта, Джованни Джакомо Тенкаллы, из-за обрушения купола церкви в 1638 году).
- Отделочные работы в замке в Вальтице (также после отъезда Джованни Джакомо Тенкаллы).
- Паломническая церковь Рождества Пресвятой Богородицы во Вранове.
- Церковь Обретения Святого Креста (Брно) (завершена в 1651 году).
- Церковь Святой Марии Магдалины (Брно), 1651–1652. Закончена в 1654 году, после смерти Эрны.

## Галерея некоторых работ
- Церковь Вознесения Пресвятой Богородицы в Вальтице
- Двор замка в Вальтице
- Церковь Рождества Пресвятой Богородицы во Вранове
- Церковь Обретения Святого Креста (Брно)
- Церковь Святой Марии Магдалины (Брно)